# Comuna Rîmarivka, Ocna
Rîmarivka (în ucraineană Римарівка) este o comună în raionul Ocna Roșie, regiunea Odesa, Ucraina, formată din satele Dnistroveț, Nesterove, Rîmarivka (reședința) și Sadova.

## Demografie
Componența lingvistică a comunei Rîmarivka
     Ucraineană (85,46%)
     Română (10,78%)
     Rusă (3,13%)
     Alte limbi (0,13%)
Conform recensământului din 2001, majoritatea populației comunei Rîmarivka era vorbitoare de ucraineană (85,46%), existând în minoritate și vorbitori de română (10,78%) și rusă (3,13%).